# Finał Pucharu Polski w piłce nożnej 1956
Finał Pucharu Polski w piłce nożnej 1956 – mecz piłkarski kończący rozgrywki Pucharu Polski 1955/1956 oraz mający na celu wyłonienie triumfatora tych rozgrywek, który został rozegrany 24 czerwca 1956 roku na Stadionie Dziesięciolecia w Warszawie, pomiędzy CWKS Warszawa a Górnikiem Zabrze. Trofeum po raz 2. wywalczył CWKS Warszawa.

## Droga do finału
| CWKS Warszawa | CWKS Warszawa     | CWKS Warszawa | Runda       | Górnik Zabrze | Górnik Zabrze    | Górnik Zabrze |
| Data          | Przeciwnik        | Wynik         | Runda       | Data          | Przeciwnik       | Wynik         |
| ------------- | ----------------- | ------------- | ----------- | ------------- | ---------------- | ------------- |
| 27.11.1955    | Gwardia Warszawa  | 3:1           | 1/16 finału | 20.11.1955    | Górnik Radlin    | 3:1           |
| 11.03.1956    | Włókniarz Chełmek | 2:1           | 1/8 finału  | 11.03.1956    | CWKS Bydgoszcz   | 2:1           |
| 24.05.1956    | Budowlani Opole   | 7:3           | Ćwierćfinał | 24.05.1956    | Górnik Wałbrzych | 5:0           |
| 13.06.1956    | Calisia Kalisz    | 7:1           | Półfinał    | 13.06.1956    | Wisła Kraków     | 3:2 pd        |

## Tło
W finale rozgrywek zmierzyli się ze sobą mistrz Polski oraz obrońca trofeum CWKS Warszawa i beniaminek Górnik Zabrze.

## Mecz

### Przebieg meczu
Mecz odbył się 24 czerwca 1956 roku o godz. 17:00 na Stadionie Dziesięciolecia w Warszawie. Sędzia głównym spotkania był Julian Mytnik. Zarówno frekwencja na trybunach, oprawa meczu oraz gra zawodników obu drużyn nie była zbyt imponująca. W pierwszej połowie częściej atakowała drużyna Wojskowych, a zawodnicy Górnika Zabrze blokowali dojście do własnej bramki.
W drugiej połowie poziom meczu uległ poprawie. W 56. minucie zawodnik drużyny Wojskowych Edmund Kowal w zamieszaniu podbramkowym ostrym strzałem dołem pokonał bramkarza drużyny przeciwnej, Józefa Machnika, natomiast w 60. minucie po błędzie taktycznym obrońcy Górnika Zabrze Henryka Hajduka Lucjan Brychczy pięknym strzałem z obrotu podwyższył wynik na 2:0.
W 70. minucie za zatrzymanie ręką przez jednego z zawodników Górnika Zabrze przebijającego się na ich pole karne Marceliego Strzykalskiego sędzia dyktuje rzut karny, którego sam poszkodowany zawodnik wykorzystuje, ustalając tym samym wynik na 3:0.

### Szczegóły meczu
| 24 czerwca 1956 17:00 | CWKS Warszawa · Kowal 56' · Brychczy 59' · Strzykalski 70' (k) | 3:00:0Raport | Górnik Zabrze | Stadion Dziesięciolecia, Warszawa Widzów: 20 000 Sędzia: Julian Mytnik (Kraków) |
|                       |                                                                |              |               |                                                                                 |

| CWKS WARSZAWA     |  |                     |
|                   |  |                     |
| BR                |  | Edward Szymkowiak   |
| OB                |  | Jerzy Jan Woźniak   |
| OB                |  | Henryk Grzybowski   |
| OB                |  | Horst Mahseli       |
| OB                |  | Marceli Strzykalski |
| PO                |  | Lucjan Brychczy     |
| PO                |  | Ernest Pol          |
| PO                |  | Edmund Zientara     |
| NA                |  | Henryk Kempny       |
| NA                |  | Czesław Ciupa       |
| NA                |  | Edmund Kowal        |
| Trener:           |  |                     |
| Ryszard Koncewicz |  |                     |

| GÓRNIK ZABRZE    |  |                   |  |     |
|                  |  |                   |  |     |
| BR               |  | Józef Machnik     |  |     |
| OB               |  | Henryk Zimmermann |  |     |
| OB               |  | Antoni Franosz    |  |     |
| OB               |  | Henryk Hajduk     |  |     |
| OB               |  | Eryk Nowara       |  |     |
| PO               |  | Marian Olejnik    |  |     |
| PO               |  | Henryk Szalecki   |  |     |
| PO               |  | Manfred Fojcik    |  | 46' |
| NA               |  | Edward Jankowski  |  |     |
| NA               |  | Henryk Czech      |  |     |
| NA               |  | Ewald Wiśniowski  |  |     |
| Rezerwowi:       |  |                   |  |     |
| PO               |  | Ginter Gawlik     |  | 46' |
| Trener:          |  |                   |  |     |
| Augustyn Dziwisz |  |                   |  |     |

| Puchar Polski w piłce nożnej 1955/1956 Zwycięzcy |
| ------------------------------------------------ |
| CWKS Warszawa 2. Tytuł                           |

## Po meczu
Triumfatorem rozgrywek został CWKS Warszawa, zostając tym samym pierwszym klubem w historii rozgrywek, który obronił trofeum. Trofeum wręczył wiceprzewodniczący GKKF Paweł Procek w asyście dwóch członków sekcji piłki nożnej, Leszka Rylskiego i Janusza Kubilota.